# Марија Аполонио
Марија Аполонио (итал. Maria Apollonio; Трст, 13. јун 1919)  бивша је италијанска атлетска репрезентативка. Као пионир у женском спорту, постала је освајач бронзане медае на Европском првенству у атлетици 1938. (прво Европско првенство у атлетици, где су одржана само женска такмичења, док је такмичење у мушкој конкуренцији одржано 15. дана раније у Паризу).

## Спортска биографија
Након што је почела бавити атлетиком, Марија Аполонио такмичила се у трчању на кратке стазе и штафети. Постала је члан спортског клуба „Società Ginnastica Triestinaа” у свом родном граду и такмичила се за тај клуб током свог активниг бављења атлетиком.
Године 1938. учествовала је Европском превенству на Пратер стадиону у Бечу   и освојила бронзану медаљу са италијанском штафетом 4 х 100 метара резултатом 49,4 секунде.  Штафета је трчала у саставу: Марија Алферо,  Аполонио, Розета Катанео и Италија Лукини.